# Akram Ariani
Akram Ariani – tunezyjski zapaśnik walczący w stylu wolnym. Brązowy medalista mistrzostw Afryki w 2005; czwarty w 2003 roku.